# Amtsgericht Uetersen

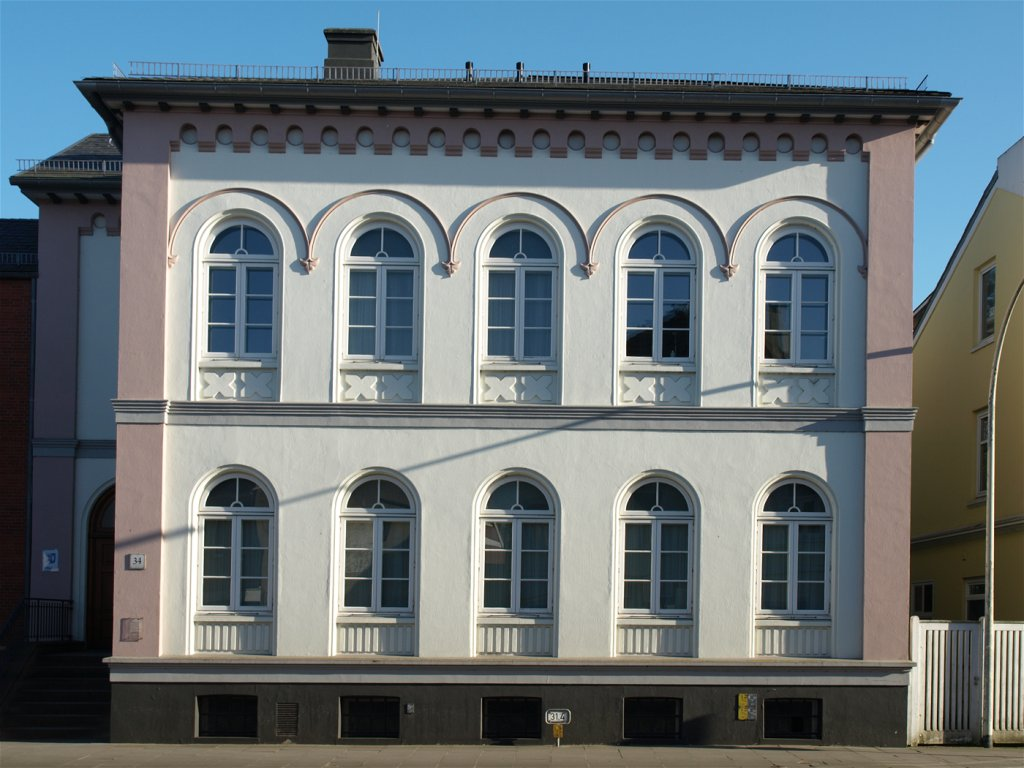
Das ehemalige Amtsgericht (2008)

Das Amtsgericht Uetersen war ein deutsches Amtsgericht mit Sitz in Uetersen.

## Geschichte
Mit der Annexion Schleswig-Holsteins wurden 1867 in der nunmehr preußischen Provinz fünf Kreisgerichte und das übergeordnete Appellationsgericht Kiel eingerichtet. Als Eingangsgerichte wurden Amtsgerichte geschaffen, darunter das Amtsgericht Uetersen als eines von 13 Amtsgerichten des Kreisgerichts Altona. Den Gerichtssprengel bildete die Amts- und Klostervogtei Uetersen mit den Flecken Uetersen und dem Klostergebiet (ausgenommen war das Patrimonialgut Horst, die klösterliche Vogtei Crempdorf und die Pinneberger und klösterlichen Pertinenzien zu Vormstegen, Klostersande, Röhnholz und Wisch) sowie die Güter Haselau, Haseldorf (mit Hettlingen), das Gut Seestermühe und die Halbinsel Hettlinger Schanze mit Julsland. Mit dem Inkrafttreten des deutschen Gerichtsverfassungsgesetzes am 1. Oktober 1879 wurden reichsweit einheitlich Amts-, Land- und Oberlandesgerichte geschaffen. Das Amtsgericht Uetersen blieb bestehe und war nun dem Landgericht Altona (1938 als Landgericht Itzehoe nach Itzehoe verlegt) nachgeordnet. Sein Gerichtsbezirk umfasste nun aus dem Kreis Pinneberg den Stadtbezirk Uetersen, die Gemeindebezirke Groß Nordende, Haselau, Haseldorf, Heidgraben, Heist, Hetlingen, Klein Nordende, Moorrege, Neuendeich und Seestermühe sowie die Gutsbezirke Haselau, Haseldorf, Hettlinger Schanze, Pagensand und Uetersen. Am Gericht bestand 1880 eine Richterstell. Das Amtsgericht war damit ein kleines Amtsgericht im Landgerichtsbezirk. Mit dem Groß-Hamburg-Gesetz von 1937 wurde das Amtsgericht Blankenese zu einem hamburgischen Amtsgericht und gab die preußisch gebliebenen Gemeinden Holm und Wedel an das Amtsgericht Uetersen ab. 1953 entstand die Zweigstelle Wedel des Amtsgerichts Uetersen.
Im Jahre 1957 wurde diese in das Amtsgericht Wedel umgewandelt. Im Jahre 1981 wurde das Amtsgericht Uetersen aufgelöst.

## Amtsgerichtsgebäude
Das Gebäude des ehemaligen Amtsgerichtes Uetersen  befindet sich in der Altstadt von Uetersen.
Das zweigeschossige Gebäude im Stil des Historismus mit asymmetrischer Anordnung von Eingang und Treppenhaus  wurde im Jahr 1857 erbaut und zunächst als Kontorgebäude der Familie Lange von der Neuen Mühle genutzt. Ab 1880 diente es für einige Jahre als Zollamt. Im Jahr 1867 wurde aus dem Zollamt ein preußisches Amtsgericht das mit einem Gefängnisanbau versehen, der 1927 wegen geringer Belegung wieder geschlossen wurde. Zum Aufgabengebiet des Amtsgerichts gehörten unter anderem Zwangsverwaltungs- und Zwangsversteigerungsverfahren, Vormundschafts-, Pflegschafts- und Beistandschaftverfahren sowie Todeserklärungen, Testamente und Nachlassverwaltung. 1982 wurde das Amtsgericht aufgelöst und das Amtsgericht Elmshorn übernahm dem Aufgabenbereich. Heute wird das Gebäude als Polizeistation genutzt.
Das Gebäude steht unter anderem nach dem Schleswig-Holsteinischen Denkmalschutzgesetz wegen seines architektonischen, historischen und städtebaulichen Wertes als Kulturdenkmal unter Denkmalschutz.